# Bundesarchiv

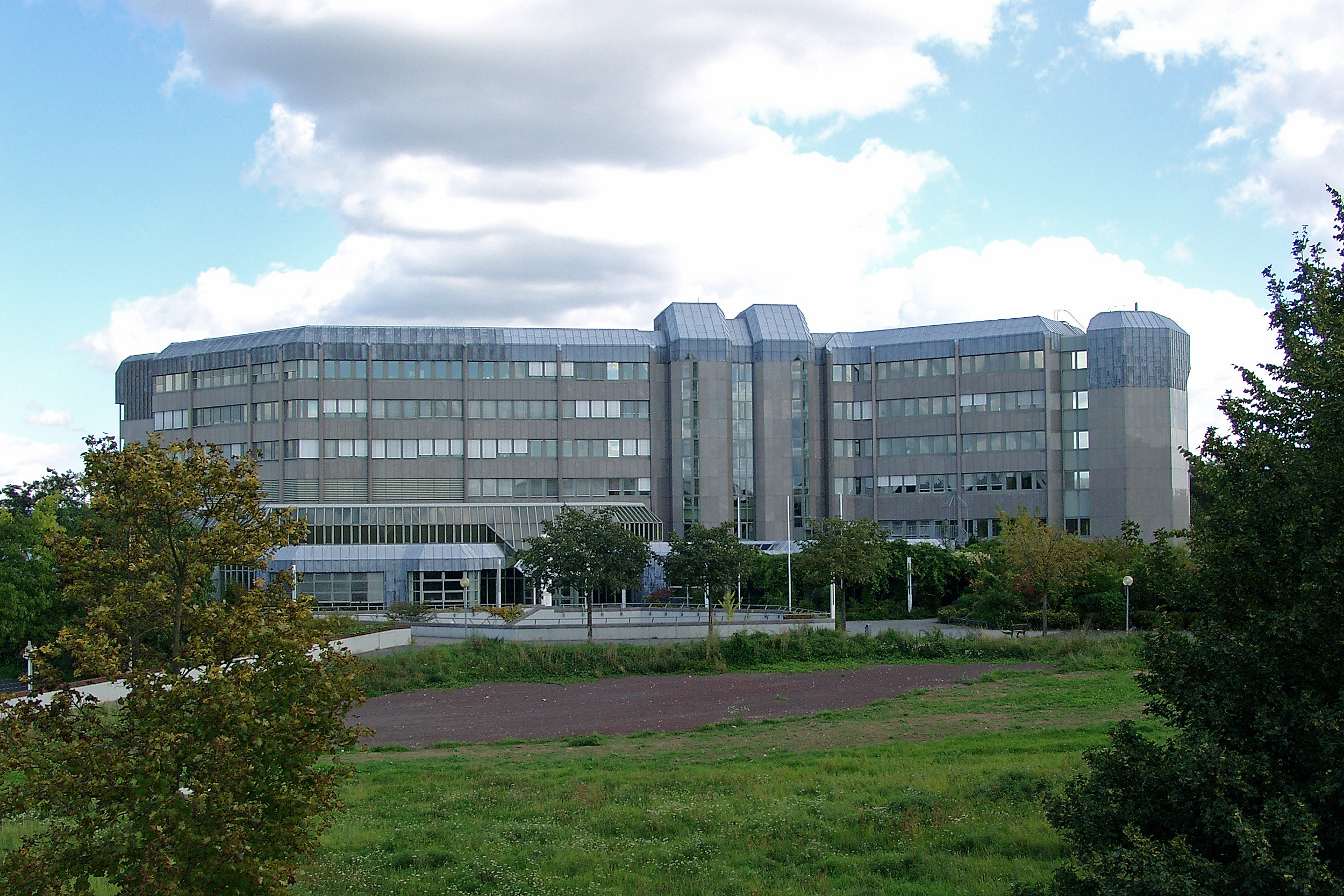
Bundesarchiv i Koblenz.

Bundesarchiv är namnet på det tyska riksarkivet. Arkivet grundades 1952 i Koblenz där det fortfarande ligger. Bundesarchiv är underställt det tyska inrikesministeriet.
Föregångaren till Bundesarchiv etablerades 1919 i Brandenburg. Nästan hälften av detta arkiv förstördes under andra världskriget. Efter kriget grundades 1946 Tyska centralarkivet (Deutsches Zentralarchiv) i Potsdam i Östtyskland och i Västtyskland öppnades Bundesarchiv i Koblenz. I Koblenz skapades 1955, inom Bundesarchiv, en avdelning kallad Militärarchiv im Bundesarchiv (Militärarkivet inom förbundsarkivet) dit bland annat material från Storbritannien och USA fördes. Efter Tysklands återförening 1990 överfördes det forna Östtysklands arkivmaterial till Bundesarchiv i Koblenz.
Bundesarchiv innehåller textdokument, fotografier, filmer, kartor, affischer och digitalt material.
Sedan 2008 samarbetar Bundesarchiv med Wikimedia Commons och har digitaliserat mer än 80 000 bilder som gjorts offentligt tillgängliga under Creative Commons-licens. 